# Erik Sandegren (ämbetsman)
Erik Otto Emil Sandegren, född den 24 juli 1894 i Göteborg, död den 15 december 1989 i Stockholm, var en svensk ämbetsman. Han var sonson till Otto Emil Sandegren.
Sandegren avlade juris kandidatexamen vid Stockholms högskola 1918. Han blev amanuens vid patent- och registeringsverket samma år, notarie 1931, sekreterare 1934 och byrådirektör 1938. Han var byråchef där 1945–1959. Sandegren var vice auditör vid Göta och Svea livgarde 1921–1938. Han var sekreterare 1926–1945 och ordförande 1945–1979 i Föreningen Blindas Väl. Sandegren blev riddare av Vasaorden 1943 och av Nordstjärneorden 1948. Han vilar på Danderyds kyrkogård.